# Gulden din Danzig

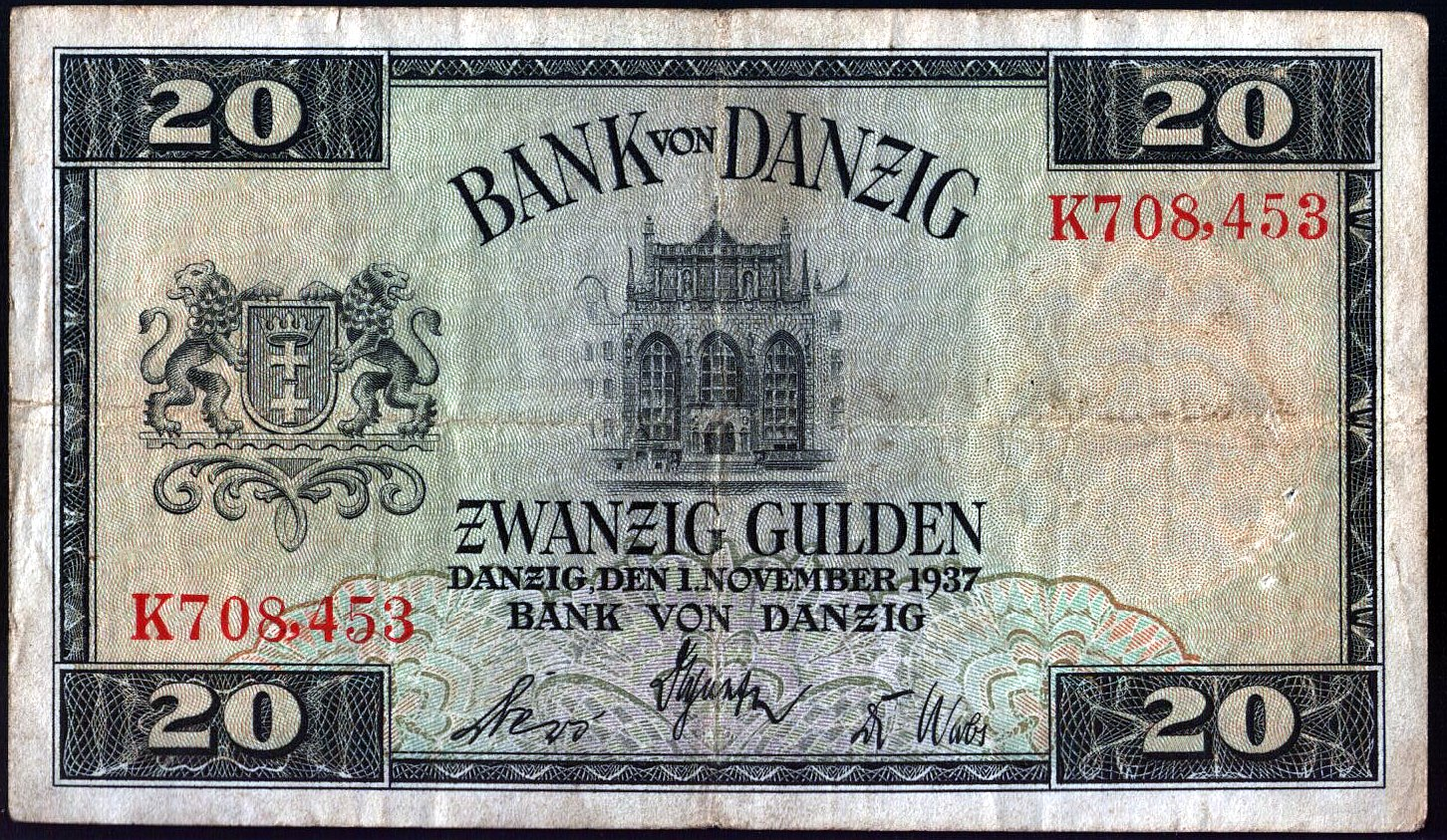
Bancnotă cu valoarea nominală de 20 de guldeni din Danzig (1 noiembrie 1937)

Guldenul din Danzig (sau florinul din Danzig, în germană Danziger Gulden, iar în poloneză Gulden gdański) a fost o monedă utilizată de Orașul Liber Danzig (actualul oraș polonez Gdańsk) din 1923 până la anexarea nazistă din 1939. Era divizată în 100 de pfenigi.
Până în 1923 Danzig n-a utilizat decât moneda-hârtie denumită marcă din Danzig. Când a fost introdus în circulație guldenul, nu exista o rată de schimb specifică între gulden și marcă. Din contra, o liră sterlină valora 25 de guldeni din Danzig. 
Când Danzigul a fost încorporat celui de-Al Treilea Reich a fost introdus ca monedă Reichsmark-ul în locul guldenului. Rata de schimb era: 0,7 Reichsmark pentru 1 gulden/florin.

## Piese metalice
Piesele metalice ale guldenului din Danzig aveau valorile nominale de 1, 2, 5 și 10 pfenigi și ½, 1, 2, 5, 10 și 25 guldeni.
| Primele serii (1923) | Primele serii (1923) | Primele serii (1923) | Primele serii (1923) | Primele serii (1923) | Primele serii (1923) | Primele serii (1923)                                                        | Primele serii (1923)           | Primele serii (1923) | Primele serii (1923) | Primele serii (1923) | Primele serii (1923) | Primele serii (1923)  |
| Imagine              | Valoare nominală     | Parametri tehnici    | Parametri tehnici    | Parametri tehnici    | Descriere            | Descriere                                                                   | Descriere                      | Descriere            | Data de              | Data de              | Data de              | Data de               |
| Imagine              | Valoare nominală     | Diametru             | Masă                 | Compoziție           | Bordură              | Avers                                                                       | Revers                         | Cantitatea bătută    | Batere               | Emisiune             | Retragere            | Ieșire din circulație |
| -------------------- | -------------------- | -------------------- | -------------------- | -------------------- | -------------------- | --------------------------------------------------------------------------- | ------------------------------ | -------------------- | -------------------- | -------------------- | -------------------- | --------------------- |
|                      | 1 Pfennig            | 17 mm                | 1,67 g               | 95% Cu, 4% Sn, 1% Zn | Simplă               | Valoare nominală, numele țării „Danzig”                                     | Milesimul, Blazonul Danzigului | 11.500.000           | 1923–1937            | 18 decembrie 1923    | 1 noiembrie 1940     | 30 noiembrie 1940     |
|                      | 2 Pfennige           | 19,5 mm              | 2,5 g                | 95% Cu, 4% Sn, 1% Zn | Simplă               | Valoare nominală, numele țării „Danzig”                                     | Milesimul, Blazonul Danzigului | 3.250.000            | 1923–1937            | 18 decembrie 1923    | 1 noiembrie 1940     | 30 noiembrie 1940     |
|                      | 5 Pfennige           | 17,5 mm              | 2 g                  | 75% Cu, 25% Ni       | Simplă               | Valoare nominală, numele țării „Danzig”                                     | Milesimul, Blazonul Danzigului | 4.000.000            | 1923, 1928           | 18 decembrie 1923    | 1 octombrie 1932     | ?                     |
|                      | 10 Pfennige          | 21,5 mm              | 4 g                  | 75% Cu, 25% Ni       | Simplă               | Valoare nominală, numele țării „Freie Stadt Danzig”                         |                                | 5.000.000            | 1923                 | 18 decembrie 1923    | 1 octombrie 1932     | ?                     |
|                      | ½ Gulden             | 19,5 mm              | 2,5 g                | 75% Ag, 25% Cu       | ?                    | Valoare nominală, numele țării „Freie Stadt Danzig” Blazon                  | navă comercială                | 1.400.000            | 1923, 1927           | 18 decembrie 1923    | 1 aprilie 1932       | ?                     |
|                      | 1 Gulden             | 23,5 mm              | 5 g                  | 75% Ag, 25% Cu       | ?                    | Valoare nominală, numele țării „Freie Stadt Danzig”, navă comercială        | Blazon susținut de doi lei     | 3.500.500            | 1923                 | 18 decembrie 1923    | 1 aprilie 1932       | ?                     |
|                      | 2 Gulden             | 26,5 mm              | 10 g                 | 75% Ag, 25% Cu       | ?                    | Valoare nominală, numele țării „Freie Stadt Danzig”, navă comercială        | Blazon susținut de doi lei     | 1.250.000            | 1923                 | 18 decembrie 1923    | 1 aprilie 1932       | ?                     |
|                      | 5 Gulden             | 35 mm                | 25 g                 | 75% Ag, 25% Cu       | ?                    | Valoare nominală, numele țării „ Freie Stadt Danzig”, Bazilica Sfânta Maria | Blazon susținut de doi lei     | 860.500              | 1923, 1927           | 18 decembrie 1923    | 1 aprilie 1932       | ?                     |

## Bancnote
Au circulat bancnote ale guldenilor din Danzig cu valorile nominale de 1, 2, 5, 10, 25 și 50 pfennigi și de 1, 2, 5, 10, 20, 25, 50, 100, 500 și 1 000 guldeni.
| Emisă de                                   | Emisiune           | Valoare nominală | Imagine | Comentarii                                               |
| ------------------------------------------ | ------------------ | ---------------- | ------- | -------------------------------------------------------- |
| Ministerul Central al Finațelor din Danzig | 1923 Primele serii | 1 Pfennig        |         |                                                          |
| Ministerul Central al Finațelor din Danzig | 1923 Primele serii | 2 Pfennige       |         |                                                          |
| Ministerul Central al Finațelor din Danzig | 1923 Primele serii | 5 Pfennige       |         |                                                          |
| Ministerul Central al Finațelor din Danzig | 1923 Primele serii | 10 Pfennige      |         |                                                          |
| Ministerul Central al Finațelor din Danzig | 1923 Primele serii | 25 Pfennige      |         |                                                          |
| Ministerul Central al Finațelor din Danzig | 1923 Primele serii | 50 Pfennige      |         |                                                          |
| Ministerul Central al Finațelor din Danzig | 1923 Primele serii | 1 Gulden         |         |                                                          |
| Ministerul Central al Finațelor din Danzig | 1923 Primele serii | 2 Gulden         |         |                                                          |
| Ministerul Central al Finațelor din Danzig | 1923 Primele serii | 5 Gulden         |         |                                                          |
| Ministerul Central al Finațelor din Danzig | 1923 Primele serii | 10 Gulden        |         |                                                          |
| Ministerul Central al Finațelor din Danzig | 1923 Primele serii | 25 Gulden        |         |                                                          |
| Ministerul Central al Finațelor din Danzig | 1923 A doua serie  | 1 Pfennig        |         |                                                          |
| Ministerul Central al Finațelor din Danzig | 1923 A doua serie  | 2 Pfennige       |         |                                                          |
| Ministerul Central al Finațelor din Danzig | 1923 A doua serie  | 5 Pfennige       |         |                                                          |
| Ministerul Central al Finațelor din Danzig | 1923 A doua serie  | 10 Pfennige      |         |                                                          |
| Ministerul Central al Finațelor din Danzig | 1923 A doua serie  | 25 Pfennige      |         |                                                          |
| Ministerul Central al Finațelor din Danzig | 1923 A doua serie  | 50 Pfennige      |         |                                                          |
| Ministerul Central al Finațelor din Danzig | 1923 A doua serie  | 1 Gulden         |         |                                                          |
| Ministerul Central al Finațelor din Danzig | 1923 A doua serie  | 2 Gulden         |         |                                                          |
| Ministerul Central al Finațelor din Danzig | 1923 A doua serie  | 5 Gulden         |         |                                                          |
| Ministerul Central al Finațelor din Danzig | 1923 A doua serie  | 50 Gulden        |         |                                                          |
| Ministerul Central al Finațelor din Danzig | 1923 A doua serie  | 100 Gulden       |         |                                                          |
| Banca din Danzig                           | 1924               | 10 Gulden        |         |                                                          |
| Banca din Danzig                           | 1924               | 25 Gulden        |         |                                                          |
| Banca din Danzig                           | 1924               | 100 Gulden       |         |                                                          |
| Banca din Danzig                           | 1924               | 500 Gulden       |         | Zeughaus (arsenal)                                       |
| Banca din Danzig                           | 1924               | 1.000 Gulden     |         | Primăria                                                 |
| Banca din Danzig                           | 1928–30            | 10 Gulden        |         | Curtea lui Arthur                                        |
| Banca din Danzig                           | 1928–30            | 25 Gulden        |         |                                                          |
| Banca din Danzig                           | 1931–32            | 20 Gulden        |         | Stockturm (turn) parte a Porții de aur din Gdańsk Neptun |
| Banca din Danzig                           | 1931–32            | 25 Gulden        |         | Bazilica Sfânta Maria                                    |
| Banca din Danzig                           | 1931–32            | 100 Gulden       |         | Vedere a râului Motława                                  |
| Banca din Danzig                           | 1937–38            | 20 Gulden        |         |                                                          |
| Banca din Danzig                           | 1937–38            | 50 Gulden        |         | Vorlaubenhaus                                            |